# КАМАЗ-54115
КАМАЗ-54115 — российский седельный тягач второго поколения, выпускавшийся Камским автомобильным заводом (КАМАЗ) с 2000 по 2012 годы. Является преемником тягача предыдущего (первого) поколения КАМАЗ-5410.

## Отличия от КАМАЗ-5410
В модели 54115 внедрён ряд конструктивных изменений, в результате чего была повышена грузоподъёмность автомобиля. Внешние отличия от модели 5410 заключаются в ином расположении узлов позади кабины (запасное колесо, воздушный фильтр, ресиверы, один топливный бак вместо двух, дисковые колёса на десяти шпильках вместо бездисковых колёс на пяти клиньях и т. д.), что, впрочем, было внедрено и на модели 5410 поздних серий, также на этой модели была установлена «высокая» кабина.

## Технические характеристики
- Колёсная формула — 6х4[7]
- Весовые параметры и нагрузки, а/м
  - Снаряжённая масса а/м, кг — 7400
  - Нагрузка на седельно-сцепное устройство, кг — 12000
  - Полная масса полуприцепа, кг — 26850
  - Полная масса автопоезда, кг — 34400
- Двигатель
  - Модель — КАМАЗ-740.31-240 (Евро-2)[8]
  - Тип — дизельный с турбонаддувом[9]
  - Мощность кВт (л. с.) — 176 (240)
  - Расположение и число цилиндров — V-образное, 8
  - Рабочий объём, л — 10,85
- Топливный бак, л-350-54115-13 (500л)
- Коробка передач
  - Тип — механическая, десятиступенчатая
- Кабина
  - Тип — расположенная над двигателем, с высокой крышей
  - Исполнение — со спальным местом
- Колёса и шины
  - Тип колёс — дисковые
  - Тип шин — пневматические, камерные
  - Размер шин — 10.00 R20 (280 R508)
- Общие характеристики
  - Максимальная скорость не более, км/ч — 90
  - Угол преодол. подъёма, не менее, % — 18
  - Внешний габаритный радиус поворота, м — 9

## Модификации
- КАМАЗ-54115-010[10].
- КАМАЗ-54115-010-13.
- КАМАЗ-54115-011-13.
- КАМАЗ-54115-911.

## В игровой и сувенирной индустрии
Выпускается масштабная модель КАМАЗ-54115 в масштабе 1:43 фирмой BAUER (Китай).
Казанским объединением «Элекон» планируется выпуск модели КАМАЗ-54115. Также по лицензии ПАО КАМАЗ выпускается КАМАЗ-54115 от Авто история и от АВД моделз.

## КАМАЗ-54115 в кино
- Дальнобойщики — машина главных героев — Фёдора и Сашка́, а также близнецов Петра́ и Па́вла Марчуков (до близнецов машиной по сюжету владели дальнобойщики Антон и Юрко). У тягача Фёдора и Сашка́ на капоте был российский флаг, на крыше была установлена статуя богини Ни́ка, а у близнецов — сине-голубая полоса, логотип компании «Автодизайн»[12].

## Изображения

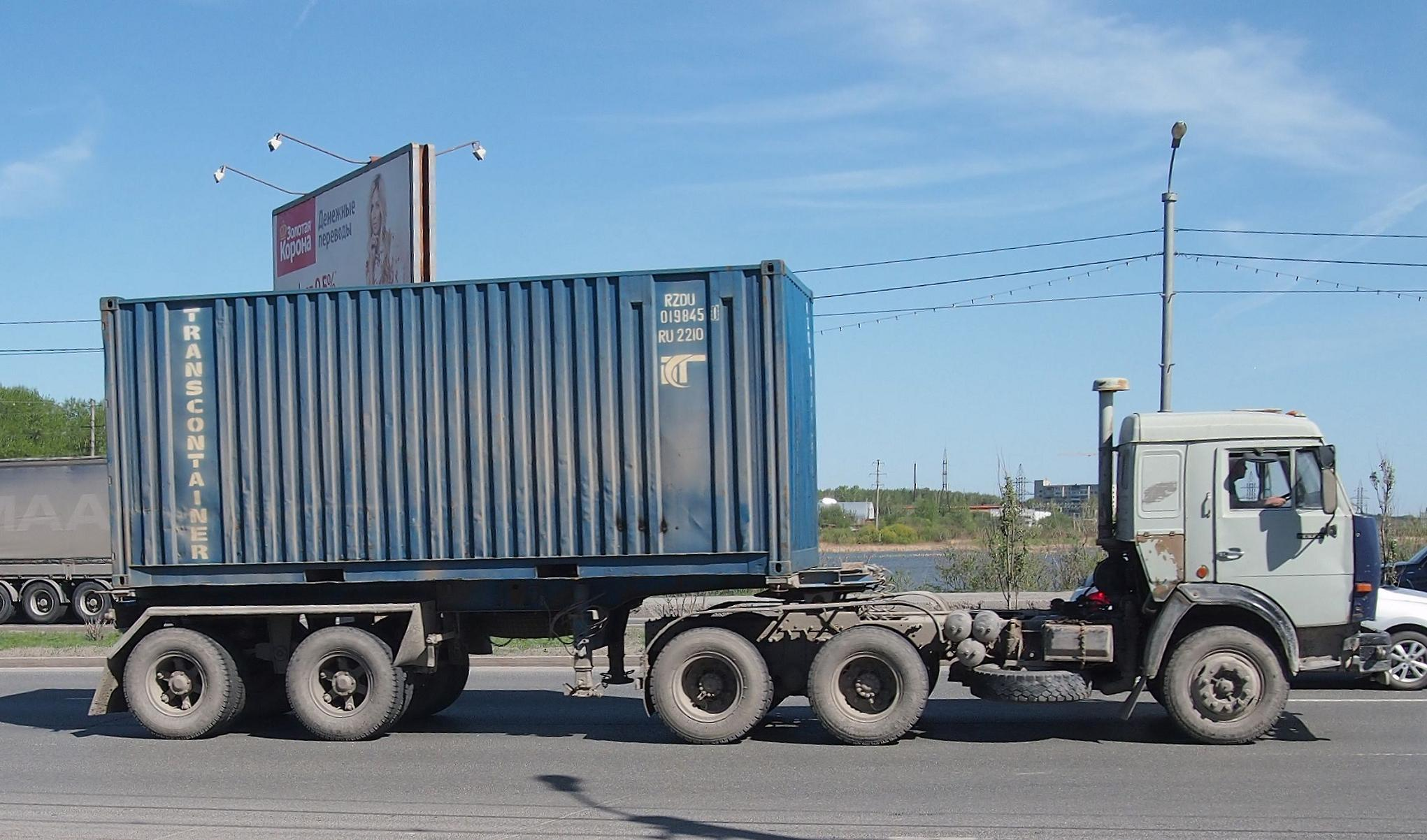
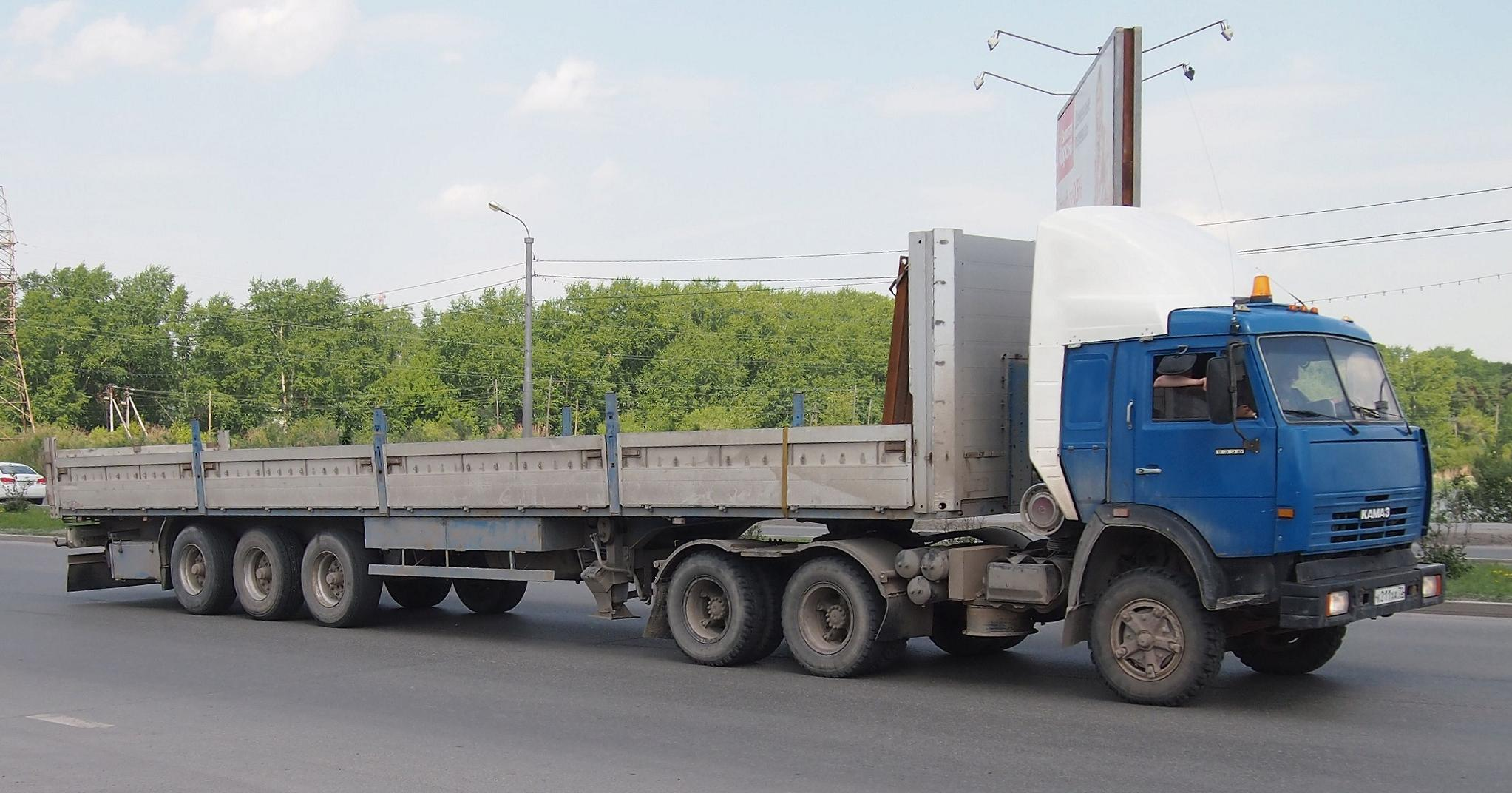
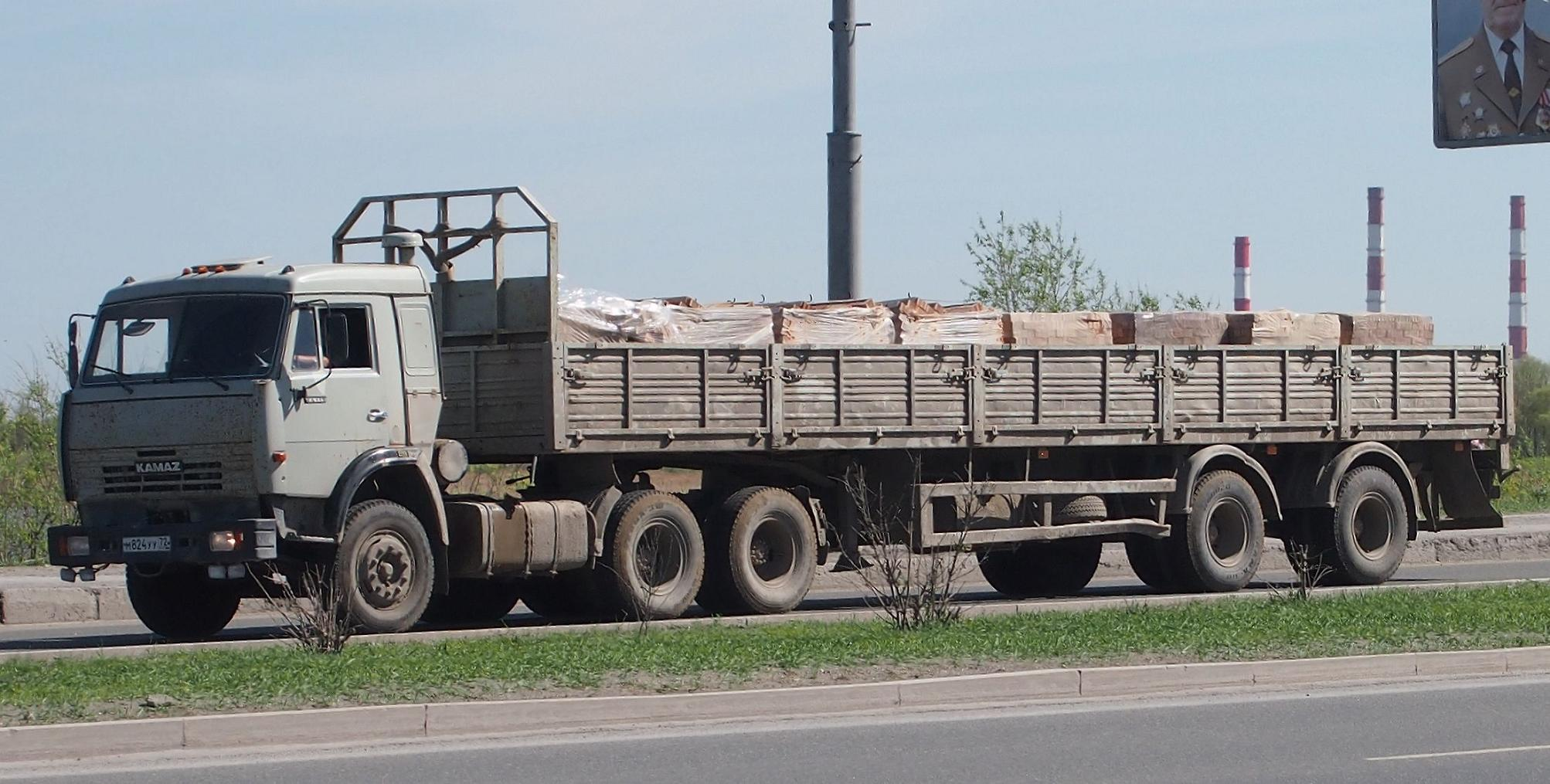
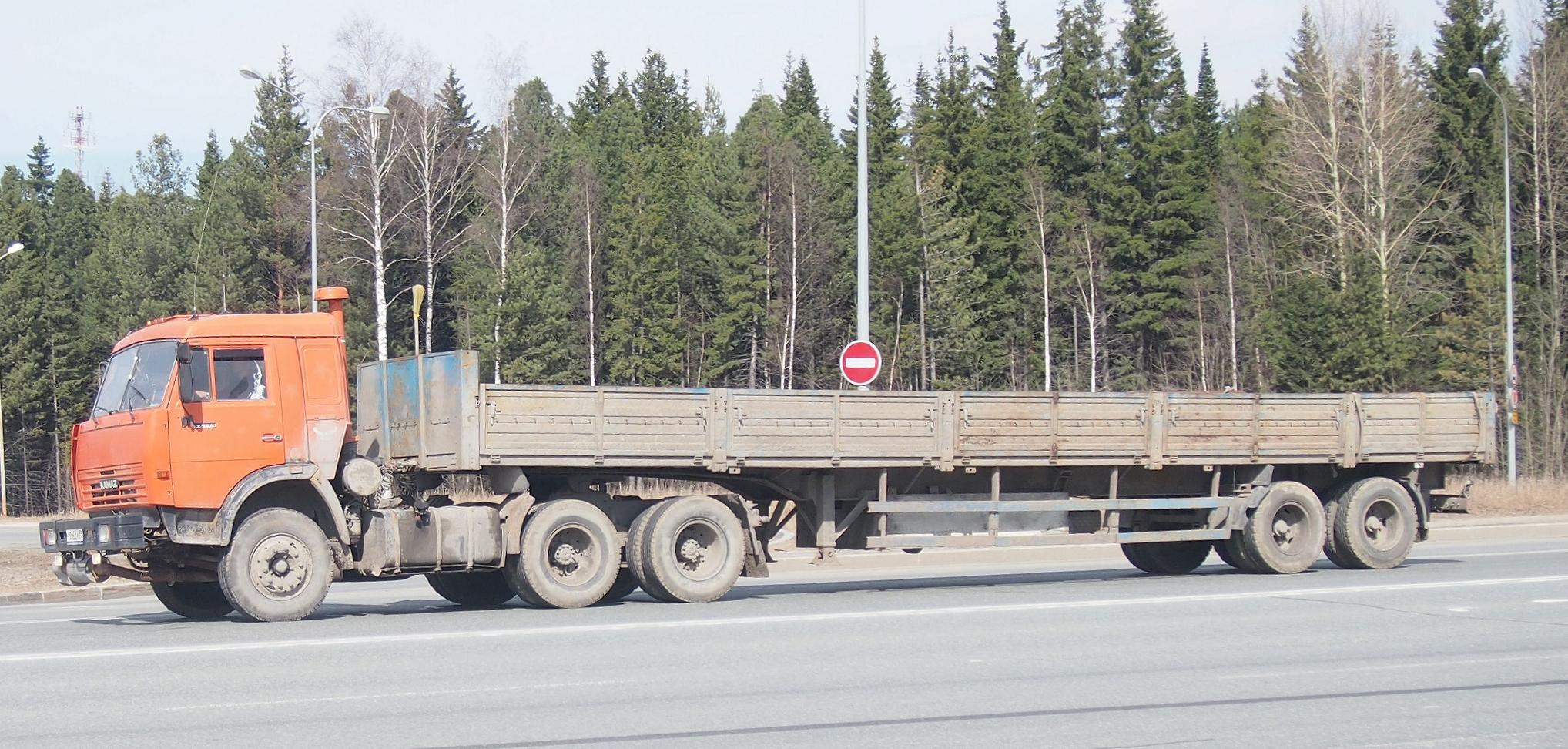